# Чорноус Анатолій Миколайович
Анато́лій Микола́йович Чорноу́́с (нар. 1969) — відомий учений у галузі прикладної фізики. Доктор фізико-математичних наук, професор. Академік АН вищої школи України з 2019 року за науковим відділенням фізики та астрономії.

## Біографія
Народився 13 серпня 1969 року в селі Ленінському (нині Спаське), Кролевецького (нині Конотопського) району, Сумської області. В 1986 році після закінчення середньої школи вступив на фізико-математичний факультет Сумського державного педагогічного університету ім. А. С. Макаренка (далі — СДПІ), який з перервою на службу в лавах Збройних Сил, закінчив у 1992 році та отримав кваліфікацію учителя фізики і математики. У період з 1992 до 1995 рр. проходив підготовку в аспірантурі кафедри фізики СДПІ під керівництвом проф. Проценка І. Ю. В 1996 році захистив дисертацію «Розмірні явища в електропровідності і тензочутливості двошарових плівок» на здобуття наукового ступеня кандидата фізикоматематичних наук за спеціальністю 01.04.07 — фізика твердого тіла. З жовтня 1995 р. по серпень 1996 р. асистент кафедри фізики СДПІ. З вересня 1996 р. старший викладач кафедри прикладної фізики Сумського державного університету (далі — СумДУ), заступник декана фізико-технічного факультету, з 1998 року — на посаді доцента (вчене звання отримав в 2001 р.). У період з вересня 2001 до вересня 2004 року проходив підготовку у докторантурі кафедри прикладної фізики СумДУ. У 2006 році захистив у спецраді Д 55.051.02 СумДУ дисертацію «Розмірні ефекти в електрофізичних властивостях нанокристалічних плівкових систем в умовах взаємодії дифузії та фазоутворення» на здобуття наукового ступеня доктора фізико-математичних робіт за спеціальністю 01.04.07 — фізика твердого тіла. Вчене звання професора отримав у 2008 році. З вересня 2006 р. працює на посаді проректора з наукової роботи СумДУ.
Наукова діяльність пов'язана з дослідженням фізичних процесів у плівкових нанокристалічних матеріалах мікро- і наноелектроніки. Розвинуто науковий напрям з розмірних явищ в кристалічній структурі та електрофізичних і магніторезистивних властивостях багатошарових плівкових систем, в яких проходять процеси взаємної дифузії і відбуваються фазоутворення. За тематикою досліджень опубліковано 120 статей, в тому числі 65 у виданнях, що індексуються БД Sсopus та/або Web of Science Core Collection, навчальний посібник з грифом МОН України, монографія, одержано 2 патента на винахід. Індекс Гірша масиву публікацій згідно БД Sсopus складає 11.
Основні прочитані курси: «Технологічні основи електроніки», «Електронно-зондові прилати», «Організація наукової діяльності».
Підготував п'ять кандидатів та двох докторів фізико-математичних наук.
Член Наукового комітету Національної ради з питань розвитку науки і технологій; голова спеціалізованої вченої ради із захисту докторських дисертацій, заступник голови Президії Ради проректорів з наукової роботи; експерт Державної комісії з питань Державного реєстру наукових установ, яким надається підтримка держави; член конкурсної комісії МОН України з відбору претендентів на присудження довічної стипендії видатним діячам науки; експерт конкурсних відборів МОН України; член наукової ради МОН України. Був членом комісії конкурсу №1 Національного фонду досліджень України. Член редколегії наукового журналу «Журнал нано- та електронної фізики», який індексується БД Sсopus.
Нагороди: Грамота Президії НАН України, Подяка голови Сумської ОДА номінанту народної премії "Гордість Сумщини-2007", Почесна грамота МОН України, Грамота командувача Сухопутних Військ ЗСУ, пам’ятна медаль «За волонтерську діяльність», медаль Національної академії педагогічних наук України «Ушинський К.Д.», Грамота Міністерства оборони України, Нагрудний знак «Відмінник освіти», медаль Ярослава Мудрого Академії наук Вищої школи України, подяка Президії НАН України, Нагрудний знак "За наукові та освітні досягнення".